# Begonia urdanetensis
Espèce
Begonia urdanetensis est une espèce de plantes de la famille des Begoniaceae.
L'espèce fait partie de la section Petermannia.
Elle a été décrite en 1915 par Adolph Daniel Edward Elmer (1870-1942).

## Répartition géographique
Cette espèce est originaire du pays suivant : Philippines.